# 173
Cette page concerne l'année 173  du calendrier julien. Pour l'année 173 av. J.-C., voir 173 av. J.-C. Pour le nombre 173, voir 173 (nombre).
L'année 173 est une année commune qui commence un jeudi.

## Événements
- Succession de petits engagements dans les Guerres marcomanes, notamment contre les Quades et leurs voisins les Naristae. Le roi des Naristae, Valao, est tué en combat singulier par Valerius Maximianus[1]. Marc Aurèle reste à Carnuntum[2], où il écrit le second tome de ses  Pensées.

## Naissances en 173
- Maximin Ier le Thrace.